# Tommy Trash
Thomas Olsen, mer känd som Tommy Trash, född 15 november 1987 i Bundaberg, Queensland, Australien, är en australisk DJ, musikproducent och remixare.